# Estilo musical
El estilo musical es el conjunto de características que individualizan las obras de un músico o la tendencia musical de una época. Al modo que se hace con otros campos del arte, la clasificación de las obras y autores por estilos permite agruparlos y reconocerlos por sus características puramente musicales, tales como el uso de la melodía, la armonía, la textura, el ritmo, etc. Ejemplos de estilos musicales son la música renacentista, la música romántica, el canto gregoriano o el jazz.

## Estilo musical y género musical
Existe cierta ambigüedad y confusión entre los términos estilo musical y género musical. En la historiografía académica la denominación género musical se reserva a la clasificación de las obras musicales por la finalidad a la que están destinadas, resultando de ello géneros como la música religiosa, música programática, música de cine u ópera. Sin embargo en música popular y en la industria discográfica los diferentes estilos musicales (tales como por ejemplo el rock, el jazz o el flamenco) suelen ser denominados estilos musicales.

## Criterios de clasificación
La clasificación en estilos suele realizarse según criterios fundamentalmente musicales:
- Características melódicas y armónicas.
- Características rítmicas.
- Instrumentación típica.
- Estructura de la obra (duración, movimientos, secciones, repeticiones, etc.).
- Textura musical.
- Normas y técnicas de composición e interpretación.

Sin embargo el nombre de los estilos musicales resultantes suele recoger el contexto sociocultural, geográfico, social o histórico de las obras. Así, se habla de música renacentista, barroca, celta o música africana.

## Consideraciones historiográficas
Al hablar de estilos musicales es importante tener en cuenta cual es el modelo historiográfico que se tiene en cuenta para la definición de los diferentes estilos y sus implicaciones en la historia de la música, la actualidad y los estilos emergentes. 

### Punto de vista de la Historia Tradicional de la Música
En la historia de los estilos, los mismos se definen por un proceso de selección de determinadas características puramente musicales en común - como la textura, la organización formal, la melodía y el ritmo - de varias composiciones, en un lapso de tiempo histórico determinado. Así se determinan los límites temporales de cada estilo de una manera lineal en tanto sus compositores toman y llevan al máximo posible las características musicales de cada época, como se ilustra en el cuadro de la línea temporal de la música culta ordenado por compositores que se muestra en el apartado Música culta.
Para la Historia tradicional de la música, el estudio de los estilos y las características musicales solo se basan en tres conceptos pertenecientes a un núcleo duro, El compositor, la obra musical y la partitura. Los cuales forman una barrera que no admite el estudio de otras músicas que no se adapten a dicho núcleo. Resumiendo brevemente sus componentes:

#### Compositor
Situado como el sujeto de la historia, el autor relacionado con la figura del genio creador. Siempre masculino, se le ha dado al compositor la importancia de crear el ideal escrito de la obra, lejos de su contexto sociocultural el compositor parece haber alcanzado un grado de intelecto musical que fomenta el canon de los maestros de la música.
el compositor es el dueño y creador de su obra

#### La Obra
Creación autónoma separada del contexto sociocultural. Que es pura y exclusivamente producto de la creatividad del compositor. En simultáneo con la idea de autor, se genera la idea de que la obra tiene una versión ideal, escrita que contiene las intenciones del autor, las cuales pueden o no ser correctamente llevadas a cabo por los intérpretes, dando lugar a versiones autorizadas.

#### La Partitura
La partitura es la fuente privilegiada con la que se puede analizar y catalogar a las obras en los distintos estilos. En ella están escritas las "verdaderas intenciones" del autor. 
Es importante tener en cuenta que hay músicas que quedan excluidas en la sucesión histórica de los estilos. Debido a que no se adaptan a los conceptos fundamentales del análisis musical, como puede ser la falta de partitura, el lugar de procedencia o estatus social.
Otras corrientes historiográficas estudian estas músicas, basando su análisis en otro tipo de documentos y tomando en cuenta el contexto sociocultural de las obras.

### Otros puntos de vista
Los estilos no solo pueden resumirse al análisis de la partitura y sus compositores, de esta manera se estaría dejando de lado otras corrientes musicales de transmisión oral, o la música popular de la Edad Media, de la cual no se tiene registros en partitura, pero de la cual se encuentran otras fuentes como tratados, ilustraciones de juglares tocando instrumentos.
Por otra parte, los estilos musicales en la actualidad no pueden remitirse únicamente al canon tradicional.
El estilo de una determinada obra musical puede ser descrito por su función social. La cual muy posiblemente este estrechamente relacionada con sus características musicales.

## Estilos principales
La música se suele dividir en tres grandes categorías estilísticas: la música culta o clásica, la música popular, y la música tradicional o folklórica; no obstante, los límites entre unas y otras no son siempre precisos.

### Música culta
La música culta es también conocida como música clásica, docta o académica. Las características musicales de la música clásica o culta occidental desarrollada desde la Edad Media permite separar en ella al menos seis diferentes grandes estilos, que incluyen diversos subestilos, períodos y escuelas. Su temporización aproximada es:
- Música medieval (desde la Alta Edad Media hasta 1400), que incluye la música de trovadores, el canto gregoriano y los subestilos de la polifonía medieval, como la Escuela de Notre Dame, el Ars Antiqua, el Ars Nova y el Ars Subtilior.
- Renacimiento (1400-1600): entre sus escuelas cabe citar la borgoñona, la franco-flamenca y la veneciana.
- Barroco (1600-1750), clasificado habitualmente en temprano, medio y tardío, y con estilos nacionales muy marcados: francés, italiano y alemán.
- Clasicismo (1750-1820). Entre sus subestilos podemos distinguir la escuela de Mannheim, el Sturm und Drang musical, el estilo sentimental o Empfindsamer Stil, el estilo galante y la Primera Escuela de Viena.
- Romanticismo musical (1820-1900), periodizado habitualmente en Primer Romanticismo, Romanticismo tardío y Post Romanticismo.
- Música del siglo XX, caracterizada por la multiplicidad de estilos, sucesivos o simultáneos: impresionismo, expresionismo (Segunda Escuela de Viena), neoclasicismo, nacionalismo, serialismo, música aleatoria, serialismo integral, música concreta, espectralismo, música minimalista, etc.

A continuación se presenta una pequeña selección de algunos de los compositores más importantes de la música culta occidental clasificados por estilos:
No obstante, ha de notarse que la música clásica también existe en muchas otras culturas (véase, a modo de ejemplo, Música clásica india).

### Música popular
La denominación "música popular" se opone a la de música académica; es un conjunto de estilos musicales de muy amplia difusión pero que, a diferencia de la música tradicional o folclórica, no se identifican con naciones o etnias específicas. Sus diferentes estilos suelen ser denominados por la crítica actual como géneros musicales.

### Música tradicional
La música tradicional o música folclórica es el último de los tres grandes estilos musicales y se diferencia tanto de la música docta como de la música popular. Aunque hoy día ya se puede ver incluida en los programas de algunos conservatorios, tradicionalmente se ha transmitido oralmente al margen de la enseñanza musical académica, de generación en generación, como una parte más de la cultura de un pueblo. Por ello, tiene un marcado carácter étnico que normalmente la hace difícil de comprender fuera de su ámbito geográfico propio. No obstante, existen excepciones notables como por ejemplo el flamenco, el tango, la samba y diversos ritmos latinos, que se han dado a conocer internacionalmente y al tiempo han mantenido su identidad musical propia. En los últimos tiempos estos estilos se han agrupado en la denominación conocida como músicas del mundo (en inglés world music).